# Cyclopodia petersi
Cyclopodia petersi är en tvåvingeart som beskrevs av Maa 1962. Cyclopodia petersi ingår i släktet Cyclopodia och familjen lusflugor. Inga underarter finns listade i Catalogue of Life.